# Lasek
LASEK là chữ viết tắt của Laser Assisted/ Sub – Epithelial Keratomileusis. Đây là hậu thế của phương pháp Lasik. Đặt ống khoan đựng dung dịch Alcool loãng trên giác mạc và tiến hành bơm Alcool vào ống khoan, 20 giây sau lấy hết Alcool sẽ rửa sạch bằng nước muối sinh lý và tiến hành bóc vạt biểu mô, không phải dùng dao như Lasik. Sau khi bóc lớp biểu mô, lật vạt lên và khi laser xong (dùng laser bào mỏng giác mạc theo ý muốn sửa) thì đậy vạt lại, đặt kính tiếp xúc (kính áp tròng)
Phương pháp này thời gian hồi phục thị lực chậm và vẫn bị tình trạng Corneal haze gây sẹo mờ trên giác mạc. Để khắc phục tình trạng này, người ta phải dùng Corticoid ít nhất là 3 tháng, dưới sự theo dõi nghiêm ngặt của Bác sĩ để phòng tác dụng phụ tăng nhãn áp của thuốc.

## Những đối tượng phù hợp với Lasek
- Tuổi từ 18 trở lên
- Có tật khúc xạ cận thị, viễn thị và loạn thị
- Không muốn đeo kính gọng và kính áp tròng
- Có độ khúc xạ từ thấp đến cao
- Giác mạc mỏng (chống chỉ định Lasik)
- Hiện tại không có các bệnh lý về mắt chống chỉ định với Lasek